# Municipio de Farmvale
El municipio de Farmvale (en inglés: Farmvale Township) es un municipio ubicado en el condado de Williams en el estado estadounidense de Dakota del Norte. En el año 2010 tenía una población de 37 habitantes y una densidad poblacional de 0,4 personas por km².

## Geografía
El municipio de Farmvale se encuentra ubicado en las coordenadas 48°14′46″N 103°1′3″O / 48.24611, -103.01750. Según la Oficina del Censo de los Estados Unidos, el municipio tiene una superficie total de 92.9 km², de la cual 92,8 km² corresponden a tierra firme y (0,11 %) 0,1 km² es agua.

## Demografía
Según el censo de 2010, había 37 personas residiendo en el municipio de Farmvale. La densidad de población era de 0,4 hab./km². De los 37 habitantes, el municipio de Farmvale estaba compuesto por el 100 % blancos. Del total de la población el 0 % eran hispanos o latinos de cualquier raza.